# Eduard Erb
Eduard Erb (ur. 4 marca 1901, data śmierci nieznana) – zbrodniarz nazistowski, członek załogi niemieckiego obozu koncentracyjnego Mauthausen-Gusen i SS-Unterscharführer.
Z zawodu ślusarz. W czasie II wojny światowej pełnił służbę w Schwechat, podobozie Mauthausen jako Blockführer i kierownik komanda więźniarskiego. Na przełomie maja i czerwca 1944 z obozu zbiegło trzech więźniów narodowości rosyjskiej. Jeszcze tego samego dnia jednego z nich zastrzelono, dwóch pozostałych zostało schwytanych (jeden odniósł ranę). Jedynemu zdrowemu zbiegowi Erb wymierzył najpierw na placu apelowym karę chłosty w postaci 25 kijów, a następnie powiesił go w łaźni obozowej.
Został osądzony w procesie US vs. Eduard Erb przez amerykański Trybunał Wojskowy w Dachau w dniach 25 marca – 2 kwietnia 1947. Wymierzono mu karę dożywotniego pozbawienia wolności.